# Dorothée-Wilhelmine de Saxe-Zeitz
Dorothée Wilhelmine de Saxe-Zeitz (20 mars 1691, à Zeitz - 17 mars 1743, à Cassel) est une duchesse de Saxe-Zeitz par la naissance.

## Biographie
Dorothée Wilhelmine, est la fille du duc Maurice-Guillaume de Saxe-Zeitz (1664-1718) de son mariage avec Marie-Amélie de Brandebourg (1670 - 1739), fille de l'électeur Frédéric-Guillaume Ier de Brandebourg. En 1710, tous ses frères et sœurs sont morts et donc, après la mort de son père, Dorothée Wilhelmine est le dernier membre survivant de la maison de Saxe-Zeitz.
Elle a épousé le 27 septembre 1717 à Zeitz le comte Guillaume VIII de Hesse-Cassel (1682-1760), futur landgrave de Hesse-Cassel. La reine Caroline de Grande-Bretagne a signalé à la duchesse d'Orléans, que la landgravine « était laide et avait une drôle de tête. »
Dorothée Wilhelmine est devenu malade mentale et n'est plus apparue en public à partir de 1725. La nouvelle première dame de la cour était la favorite du comte, Barbara Christine von Bernhold qu'il a fait comtesse Bernold de Eschau alors que Dorothée Wilhelmine était encore en vie.

## Descendance
De son mariage, Dorothée Wilhelmine eu les enfants suivants :
- Charles (1718-1719) ;
- Frédéric II (1720-1785), landgrave de Hesse-Cassel, marié en 1740 à Marie de Grande-Bretagne (1723-1772) ;
- Marie Amélie (1721-1744), elle est morte avant son mariage avec Charles-Frédéric-Albert de Brandebourg-Schwedt.